# Alsodeiopsis poggei
Alsodeiopsis poggei är en tvåhjärtbladig växtart som beskrevs av Adolf Engler. Alsodeiopsis poggei ingår i släktet Alsodeiopsis och familjen Icacinaceae. Utöver nominatformen finns också underarten A. p. robynsii.